# Mešina
Mešina en serbe latin et Meshinë en albanais (en serbe cyrillique : Мешина) est une localité du Kosovo située dans la commune/municipalité de Kamenicë/Kosovska Kamenica, district de Gjilan/Gnjilane (Kosovo) ou district de Kosovo-Pomoravlje (Serbie). Selon le recensement kosovar de 2011, elle compte 25 habitants, tous serbes.

## Histoire
La mosquée du village, construite en 1886, est proposée pour une inscription sur la liste des monuments culturels du Kosovo.

## Démographie

### Évolution historique de la population dans la localité
| 1948 | 1953 | 1961 | 1971 | 1981 | 1991 | 2011 |
| ---- | ---- | ---- | ---- | ---- | ---- | ---- |
| 522  | 516  | 474  | 424  | 376  | 411  | 25   |

|  |